# Place des Terreaux
La place des Terreaux est une place située dans le 1er arrondissement de Lyon, en France. Place centrale au nord de la Presqu'île entre le Rhône et la Saône au pied de la colline de la Croix-Rousse, elle est bordée par deux monuments emblématiques de la ville, l'hôtel de ville sur le flanc est et le musée des Beaux-Arts sur le flanc sud. Au centre nord de cet espace se trouve la fontaine Bartholdi.

## Situation et accès
La place des Terreaux est bordée :
- à l'est, par l'hôtel de ville, construit au milieu du XVIIe siècle ;
- au sud, par le palais Saint-Pierre, construit dans la deuxième partie du XVIIe siècle, abritant le musée des beaux-arts ;
- à l'ouest, par un édifice traversé par une galerie, autrement appelé « massif des Terreaux », dû à l'architecte Frédéric Giniez (1813-1867), construit au milieu du XIXe siècle ;
- au nord, par des bâtiments résidentiels marquant le début des pentes de la Croix-Rousse datés principalement des XVIIe et XVIIIe siècles.

## Origine du nom
L’origine communément admise est que le nom « Terreaux » vient du latin « Terralia » signifiant fossé et qu'un fossé s'est trouvé ici jusqu'au XVIe siècle. Une autre origine parle de la terre ayant servi à creuser ces fossés (la "terre pleine d'eau") et c'est cette butte qui serait restée dans les mémoires.

## Historique

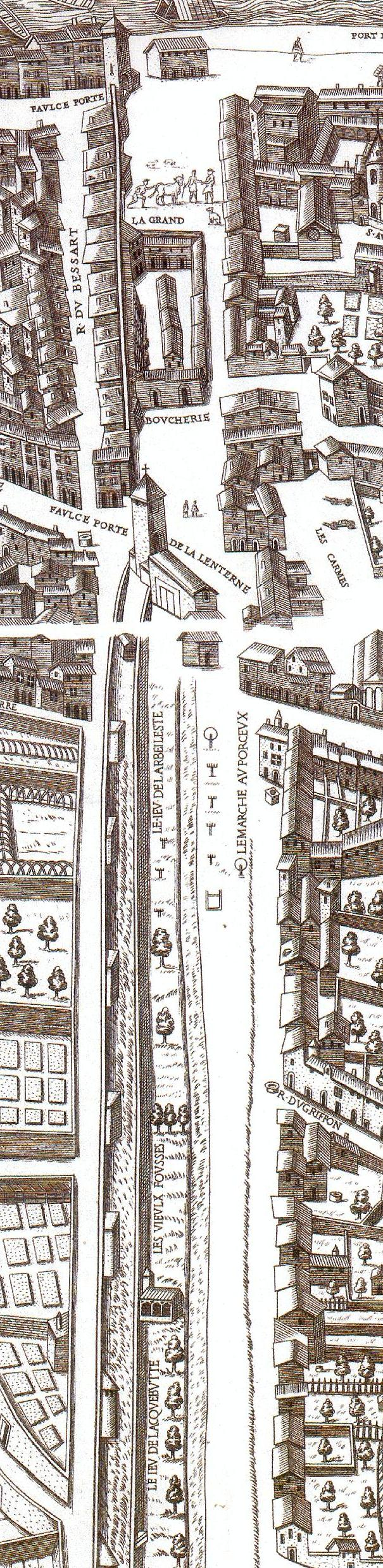
Extrait du plan scénographique de Lyon de 1548

### La muraille d’avant la place
En 1206, les associations de marchands lyonnais se heurtent à l’archevêque Renaud II de Forez qui ne respecte pas la charte signée en 1195 en violant les accords pris en matière de taxe sur les marchandises. Pour protéger le bourg Saint-Nizier du pouvoir ecclésiastique, les bourgeois lyonnais décident alors d'élever une muraille au pied de la colline Saint-Sébastien (pentes de la Croix-Rousse) et une tour sur la Saône afin de contrôler le pont du Change, unique passage entre Saint-Nizier et Saint-Jean. L'archevêque intervient par les armes en 1208 et la paix revient grâce à l'intervention du pape Innocent III.
Renaud de Forez et ses successeurs reprennent toutefois les travaux entrepris par les bourgeois lyonnais, afin de protéger la ville d'une potentielle attaque par la Dombes. Un nouveau mur, épais de deux mètres et haut de dix mètres, est bâti entre la Saône et le Rhône. Long de 500 mètres environ, cette enceinte est percée de deux portes défendues par des pont-levis (la porte de la Pêcherie sur la Saône et la porte de la Lanterne) et protégée par dix tours rondes ou carrées. Un chemin de ronde crénelé et cinq guérites de pierre permettent aux soldats de faire le guet à son sommet. La muraille principale est séparée par un large fossé de 22 mètres d'un autre mur de deux mètres de haut implanté plus au nord. Au XIVe siècle, un troisième ouvrage construit dans la pente est venu compléter ce dispositif qui fut lui-même adjoint au début du XVe siècle d'un nouvel ouvrage bâti au sommet de la colline Saint-Sébastien et constitué d'une butte de terre protégée par des tours de bois. En cas de siège, le fossé, qui prend le nom de Terralia nova (fossés des Terreaux) ou de fossés de la Lanterne, peut être rempli d'eau. Celle-ci pénètre en cas de besoin dans une succession de bassins, appelée canal de Neyron, creusés latéralement au Rhône, et s'écoule jusqu'à la Saône située en contrebas.
En temps normal, les arbalétriers, puis les couleuvriniers utilisent les fossés comme lieu d'entraînement, d'abord côté Saône, puis à partir de 1533 côté Rhône.

### Les jardins et la création de la place auxXVIeetXVIIesiècles
Au XVIe siècle, les murailles tombent en ruine. En 1538, la démolition de l'enceinte est entamée. Le fossé côté Saône est comblé afin de construire la boucherie de la Lanterne. En 1555, les religieuses du couvent Saint-Pierre reçoivent l'autorisation d'utiliser les pierres du mur « en telle quantité qu'il leur plairait pour les réparations du monastère ». En 1578, les terrains de l'actuelle place des Terreaux sont remblayés et en 1617, l'ancien fossé disparaît définitivement avec l'aménagement des jardins de l'hôtel de ville sur lesquels s'élève aujourd'hui l'Opéra.
Les terrains sont lotis. La place est créée avec plusieurs rues lui donnant accès :
- la rue de Clermont (actuelle rue du Président-Édouard-Herriot) ;
- la rue Saint-Pierre (actuelle rue Paul-Chenavard) ;
- la rue de la Cage (actuelle rue Constantine) ;
- la place des Carmes (actuelle rue d'Algérie) ;
- la rue Sainte-Marie-des-Terreaux ;
- la rue Romarin ;
- la rue Puits-Gaillot ;
- la rue Lafont (actuelle rue Joseph-Serlin).

Le marché aux pourceaux qui se déroulait sur la place est transféré sur la place Saint-Just en 1646. Le marché est lieu des exécutions publiques. Le 12 septembre 1642 sont décapités sur cette place le marquis de Cinq-Mars, conspirateur contre Richelieu, et son complice François-Auguste de Thou.
Entre 1646 et 1651, Simon Maupin bâtit sur la partie orientale de la place l'hôtel de ville de Lyon, reconstruit par Jules Hardouin-Mansart, à la suite de l'incendie de 1674. Au XVIIe siècle également, les moniales de Saint-Pierre font reconstruire leur couvent qui devient en 1803 le musée des beaux-arts de Lyon.
Entre 1659 et 1687, l'abbaye de Saint-Pierre-les-Nonnains (actuel musée des Beaux-arts) est reconstruite au sud de la place.

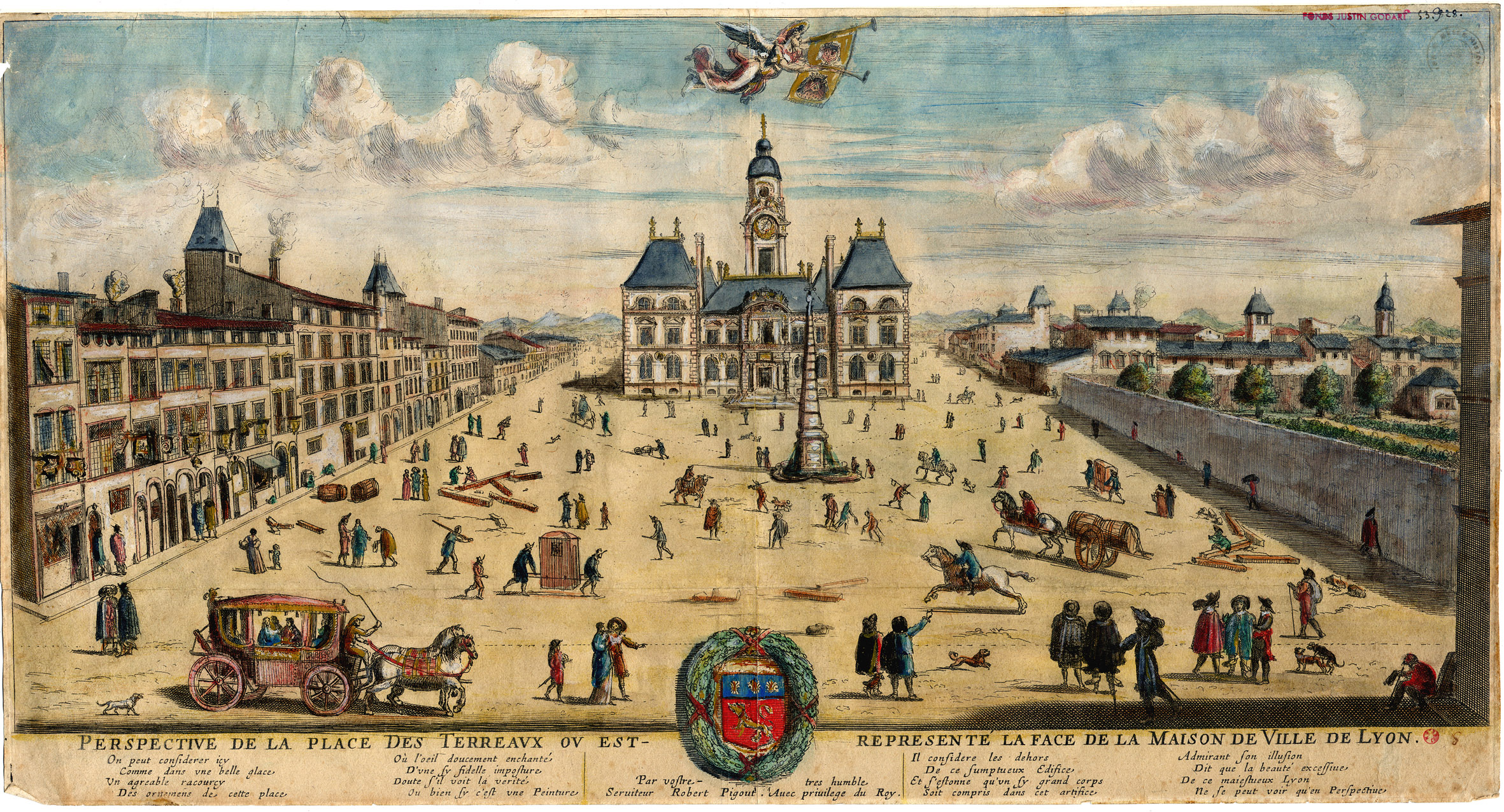
Robert Pigout, Perspective de la place des Terreaux avant l'abbaye, 1653.
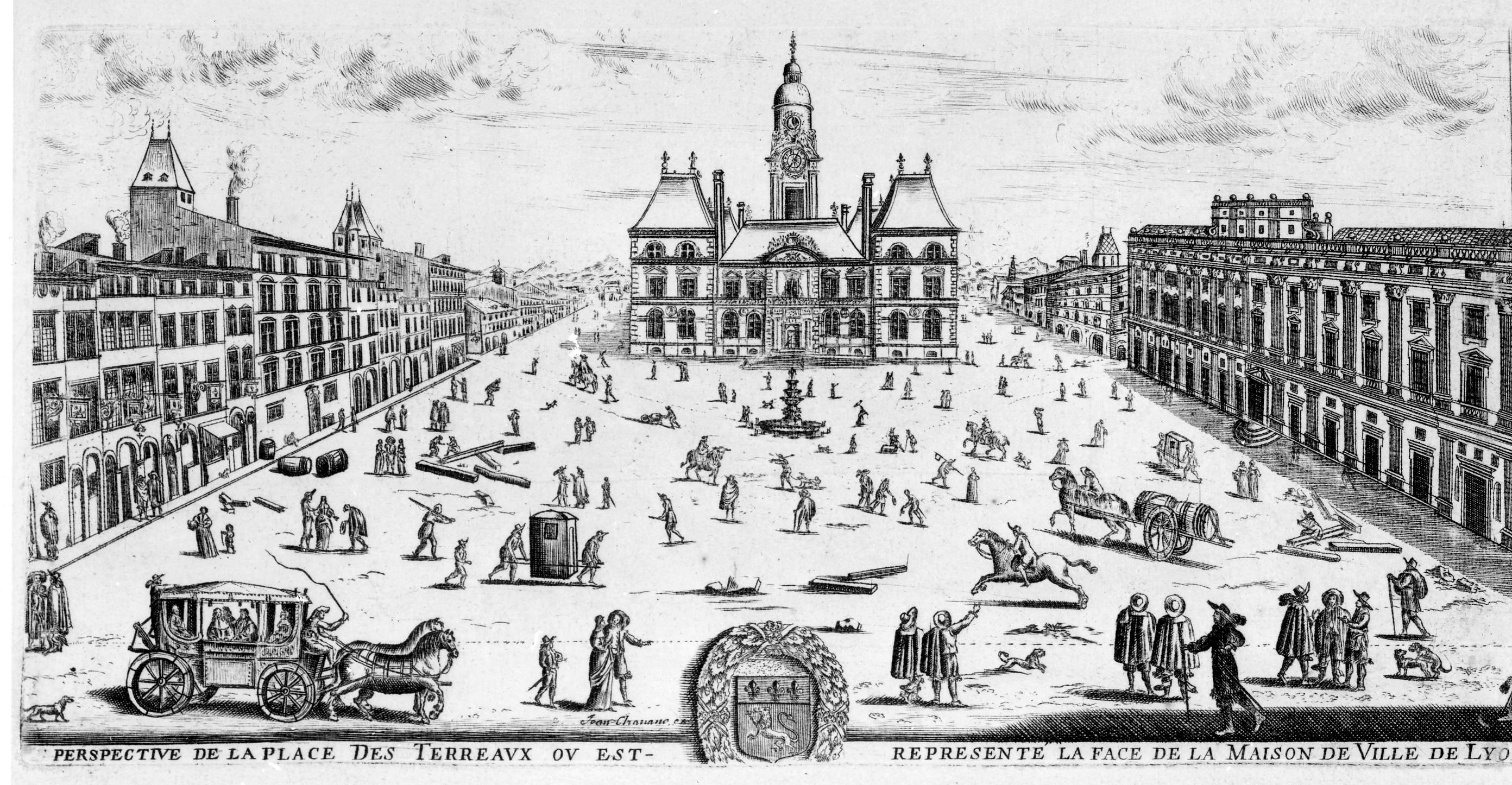
Jean Chavanne, Perspective de la place des Terreaux après achèvement de l'abbaye, fin du XVIIe siècle.

### La place auXVIIIesiècle

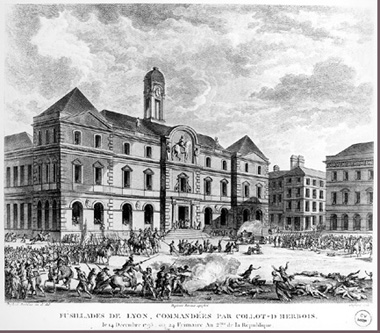
Le siège de Lyon (1793)

Au XVIIIe siècle, les Terreaux accueillent une première fontaine connue. En bronze, en forme de dragon, elle n'a jamais fonctionné correctement malgré les tentatives d'Ambroise Piot, son fondeur. En 1711, la ville la remplace par un modèle plus simple avec un seul jet qui disparait durant la Révolution française.
Pendant la Révolution française, la guillotine y est installée et fonctionne à plein régime pendant le mandat de Marie Joseph Chalier. L'exécution de ce dernier sur la place marque le soulèvement de Lyon contre la Convention nationale. Après le siège de la ville, la « Commission de justice populaire » y fait décapiter 79 personnes, la deuxième vague de répression ayant lieu dans la plaine des Brotteaux.

### Les aménagements duXIXesiècle
Dans la deuxième partie du XIXe siècle, les accès à la place sont élargis afin de les intégrer au plan de restructuration de la Presqu'île mené par le Préfet Vaïsse. Tous les immeubles à l'ouest de la place sont détruits et le passage des Terreaux est ouvert en 1855 entre la place et la rue Lanterne. Côté sud-est, la rue de Clermont est incorporée à la nouvelle rue de l'Impératrice (actuelle rue du Président-Édouard-Herriot) qui relie la place des Terreaux à la place Bellecour. Le préfet envisage également de percer une nouvelle rue au nord dans l'axe du palais Saint-Pierre, mais ce projet n'a jamais été réalisé.

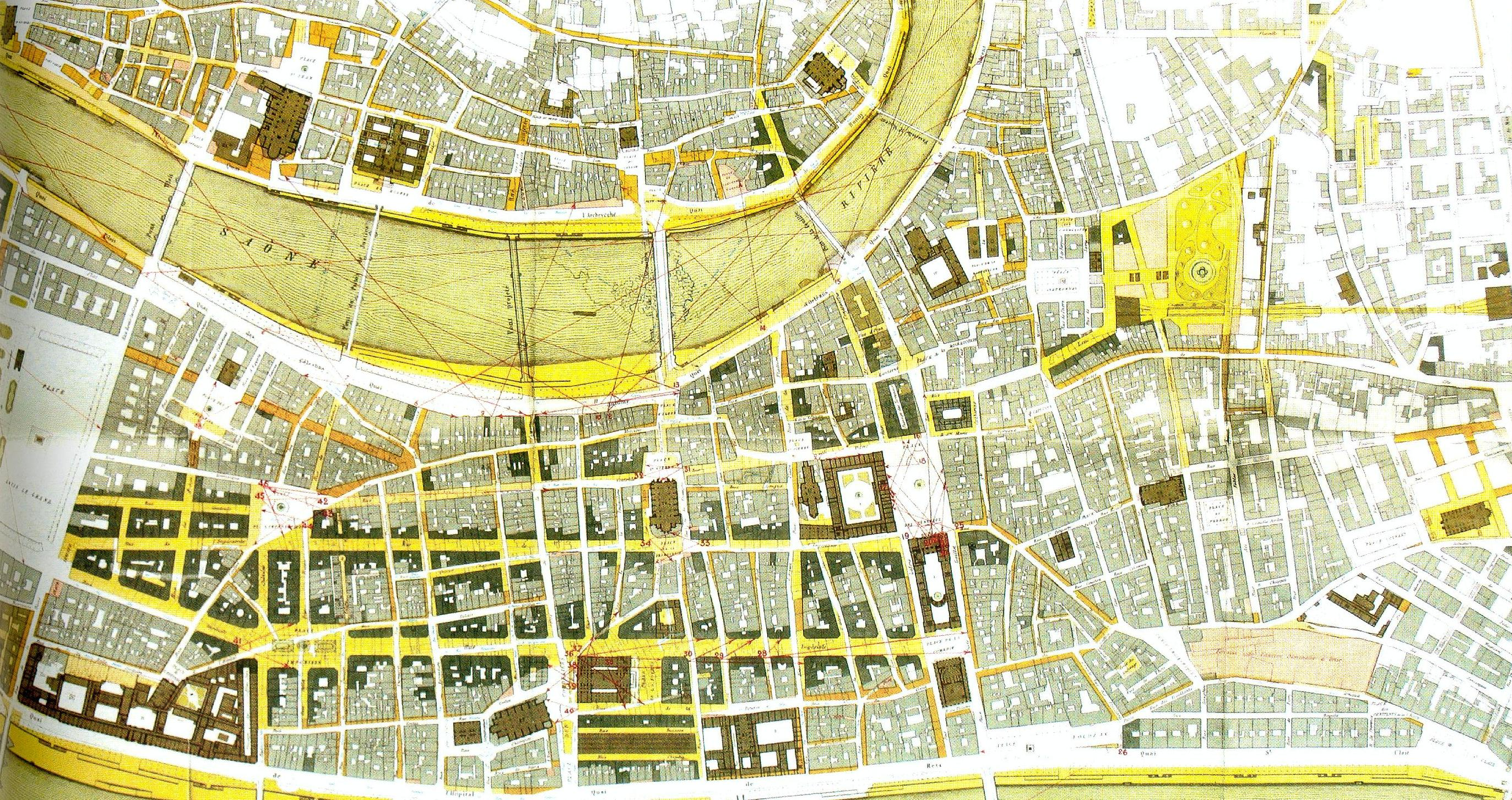
La place dans le dispositif urbain du préfet Vaïsse

Une nouvelle fontaine, dite fontaine de Tourny, est inaugurée au centre de la place le 15 août 1857. En 1892, elle est déplacée sur la place Guichard, alors récemment créée, afin de laisser la place à la fontaine Bartholdi. La fontaine est alors situé du côté ouest de la place, face à l'hôtel de ville. Les édiles l'inaugurent le 22 septembre 1892. Il s'agit d'une fontaine allégorique de la Garonne réalisée par Bartholdi. Commandé dans un premier temps par le conseil municipal de Bordeaux en 1857, le groupe sculpté dénommé « Char triomphal de la Garonne » représentait la Garonne et ses 4 affluents se jetant dans l'océan ; le tout étant symbolisé par une femme menant un Quadrige. À la suite de l'Exposition Universelle de 1889, le monument, devenu trop cher pour Bordeaux, fut racheté en 1890 par le maire de Lyon, Antoine Gailleton.

Évolution du côté ouest de la place
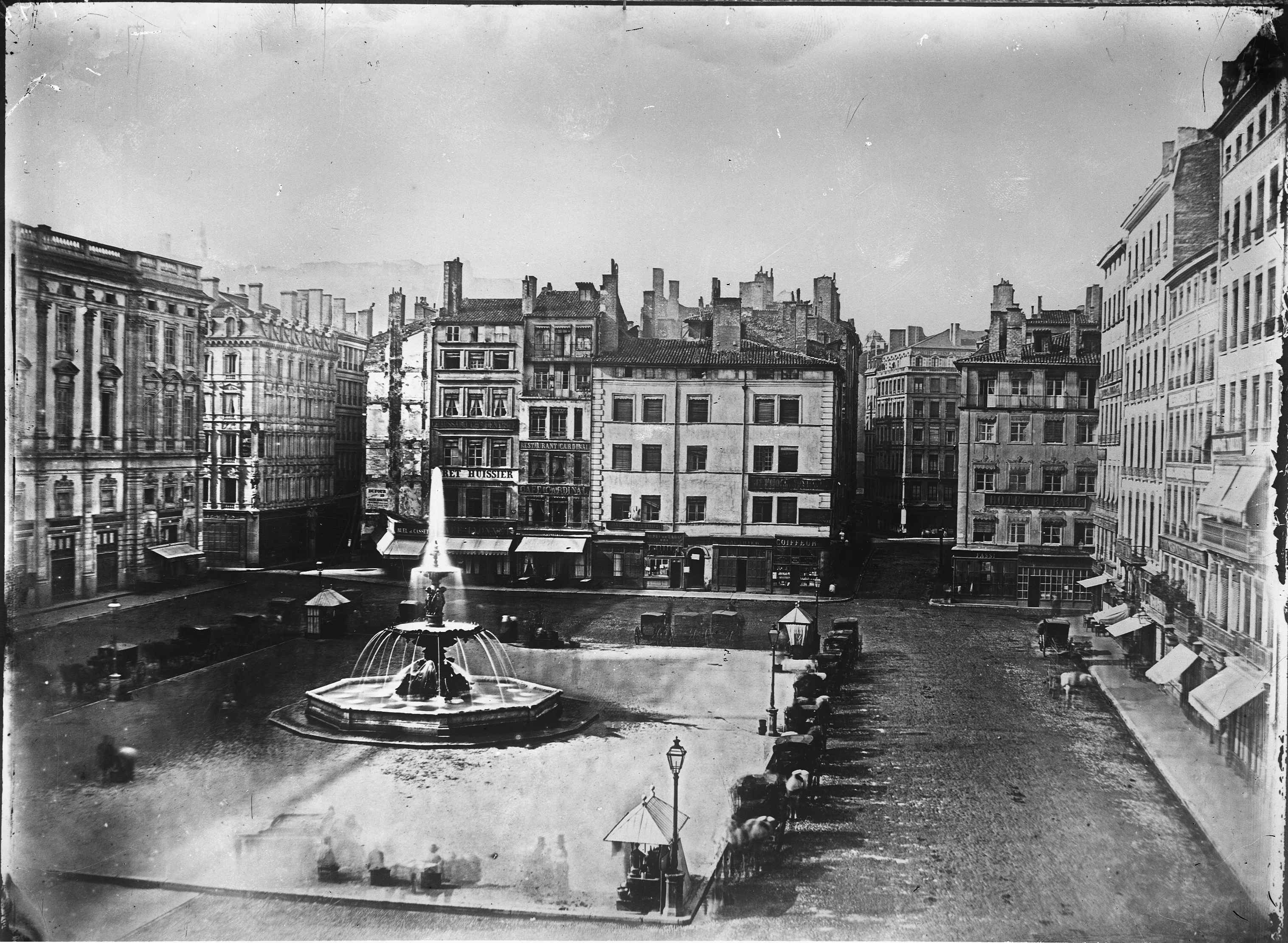
Avant la construction de la galerie des Terreaux et avec la fontaine de Tourny au centre de la place (années 1850).
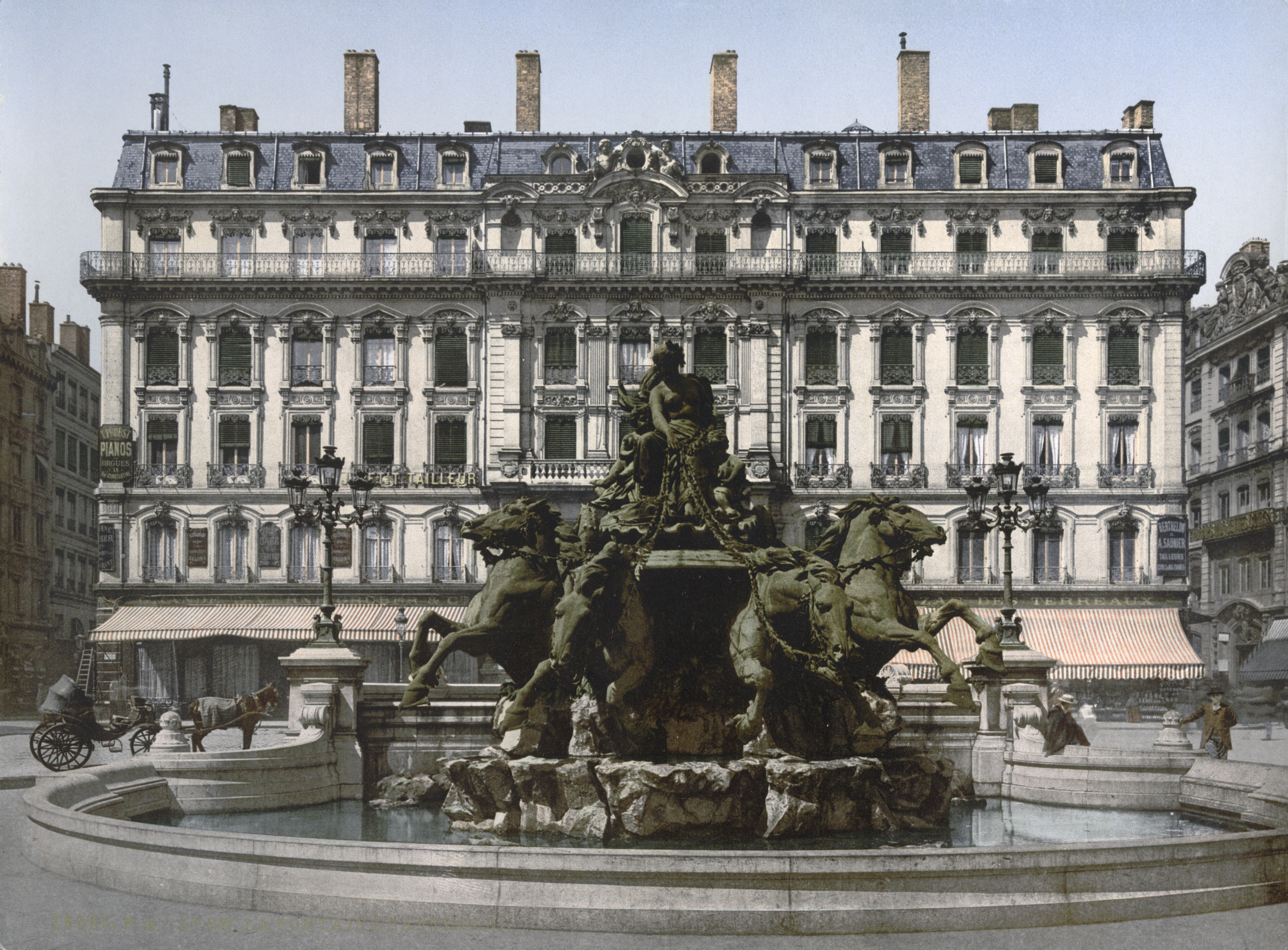
Après la construction de la galerie des Terreaux et l'installation de la fontaine Bartholdi à son emplacement initial (années 1890).
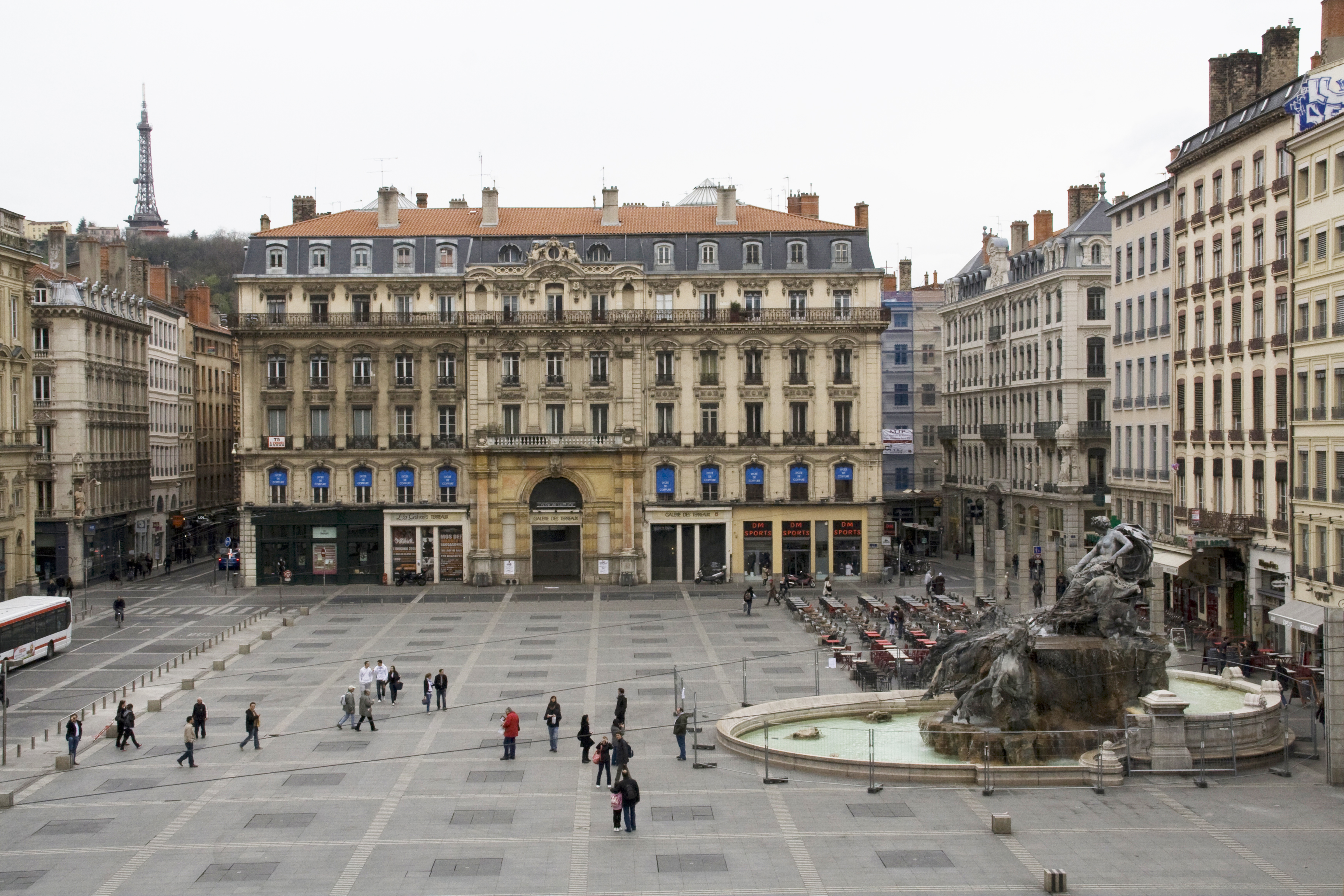
Avec la fontaine Bartholdi à son emplacement actuel (années 2010).

#### Usages auXIXesiècle
Durant la première moitié du XIXe siècle, la place des Terreaux est le lieu théorique des exécutions à mort à Lyon. Le bourreau officiel est alors Claude-Antoine Chrétien, jusqu'en 1842. Toutefois, certaines condamnations ont lieu à d'autres endroits.

### Les aménagements contemporains; Buren et Drevet (1994, puis 2018-2019)
La place est réaménagée en 1994 par Christian Drevet, architecte-urbaniste, Laurent Fachard, éclairagiste, et Daniel Buren, artiste, avec notamment une alternance orthogonale de 68 mini-fontaines composées de jets d'eau à hauteur variable, éclairés, sur des dalles de granit, bordés de 14 piliers de rayures Buren noires et blanches, ainsi qu'un quadrillage de mêmes rayures sur l'ensemble de la place. Cette trame est rythmée par la façade du palais Saint-Pierre. La nuit, un jeu de lumière se crée avec les mini-fontaines, les façades, les piliers et les abords de la place. Les Terreaux sont alors élevés au rang « d'œuvre d'art », par Michel Noir, maire de l'époque[réf. nécessaire].
Afin de construire le parc de stationnement souterrain des Terreaux, la fontaine Bartholdi, initialement située en face de l'hôtel de ville, est alors déplacée à son emplacement actuel dans l'axe du palais Saint-Pierre. Le 29 septembre 1995, elle est classée monument historique.
À la suite de la diffusion de cartes postales de la place qui reproduisaient en partie l'œuvre de Buren et Drevet, ces derniers ont intenté une action en contrefaçon contre les éditeurs des cartes. En se fondant sur la théorie de l'accessoire, la Cour de cassation constate que l’œuvre de Buren et de Drevet ne constitue qu'un « simple élément » de la place. Par conséquent, elle ne constitue pas le sujet principal des prises de vue, mais simplement un « accessoire du sujet traité ». Ainsi, les photographes ont pu librement commercialiser les photographies de la place des Terreaux sans que cela constitue une « communication » de l’œuvre litigieuse au public.
En 2018, la fontaine Bartholdi, qui a été préalablement restaurée à Paris, est remontée à son emplacement. Le 22 octobre, le projet de rénovation de la place, dégradée et usée par le temps, est lancé. Il prévoit une réfection du dallage, de l'éclairage tout en conservant la réalisation de Daniel Buren, l'ajout de cubes et de piliers Buren, la restructuration et l'unification des terrasses, mais surtout la création de 15 nouvelles mini-fontaines rondes, en linéaire central, à hauteur variable, jusqu'à 1,50 mètre de haut, éclairées, et par la même occasion la suppression des 68 anciennes, qui avaient largement dysfonctionné et qui ne marchaient plus depuis une dizaine d'années. Cette même année, des travaux de réaménagement, dont le coût est estimé à plus de 6 millions d'euros, sont engagés en concertation avec Christian Drevet et Daniel Buren. Le projet est achevé en novembre-décembre 2019, pour la Fête des Lumières.

## Dans la culture
- Jacques Morize, Le fantôme des Terreaux, roman noir, éditions AO - André Odemard, 2018[10] (ISBN 978-2-913-897-70-0)

## Galerie d'images

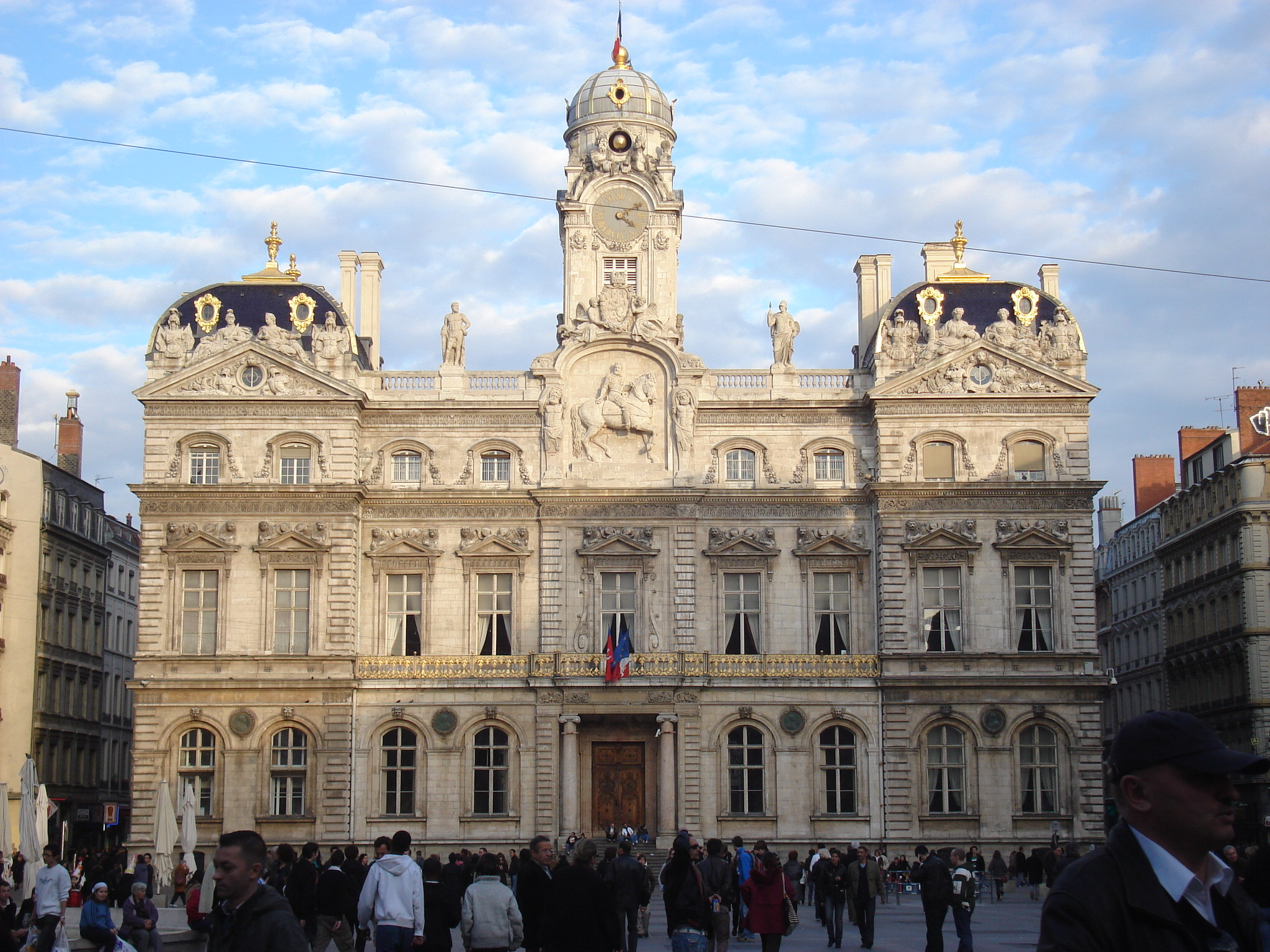
L'hôtel de ville, côté Est
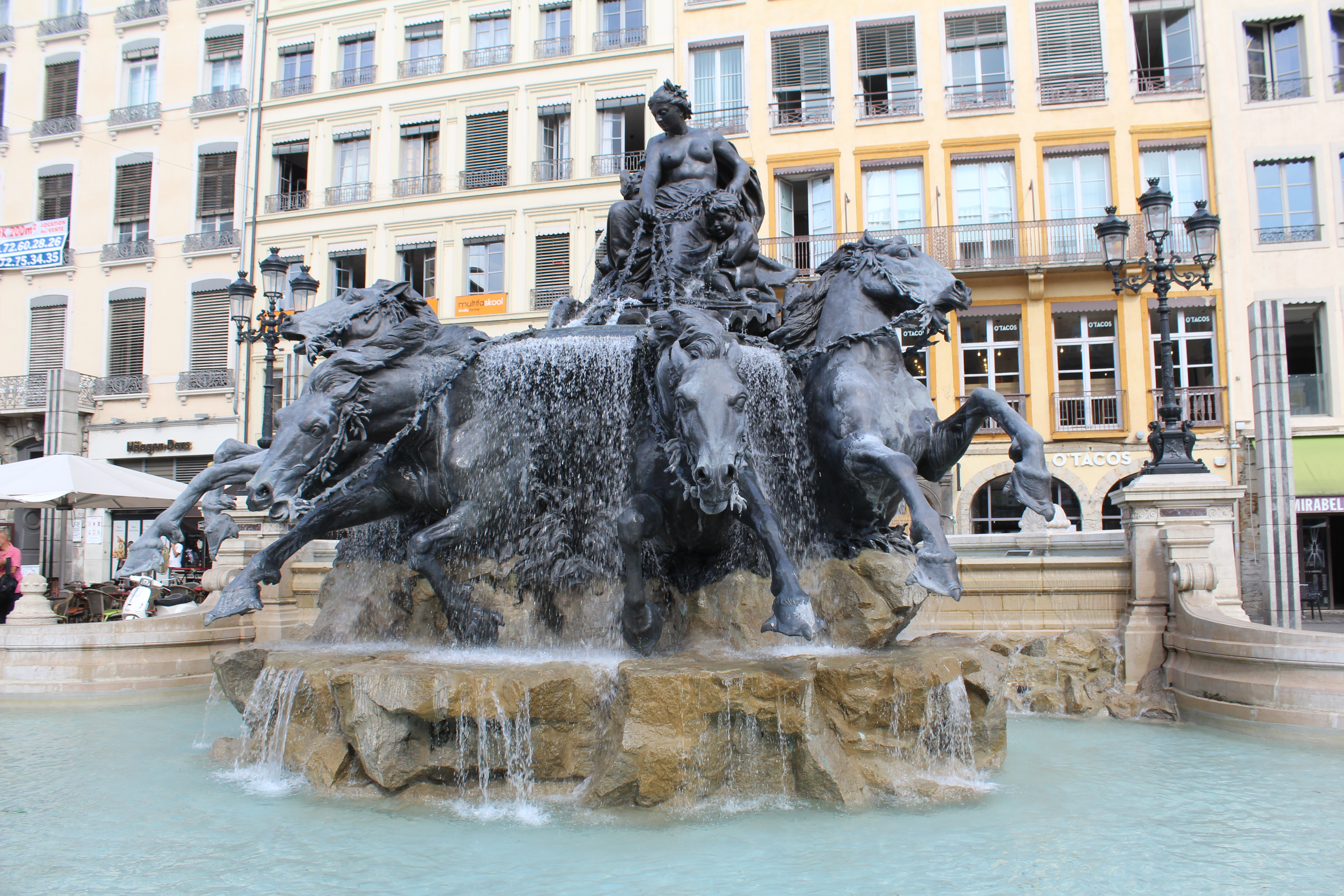
La fontaine Bartholdi, côté Nord
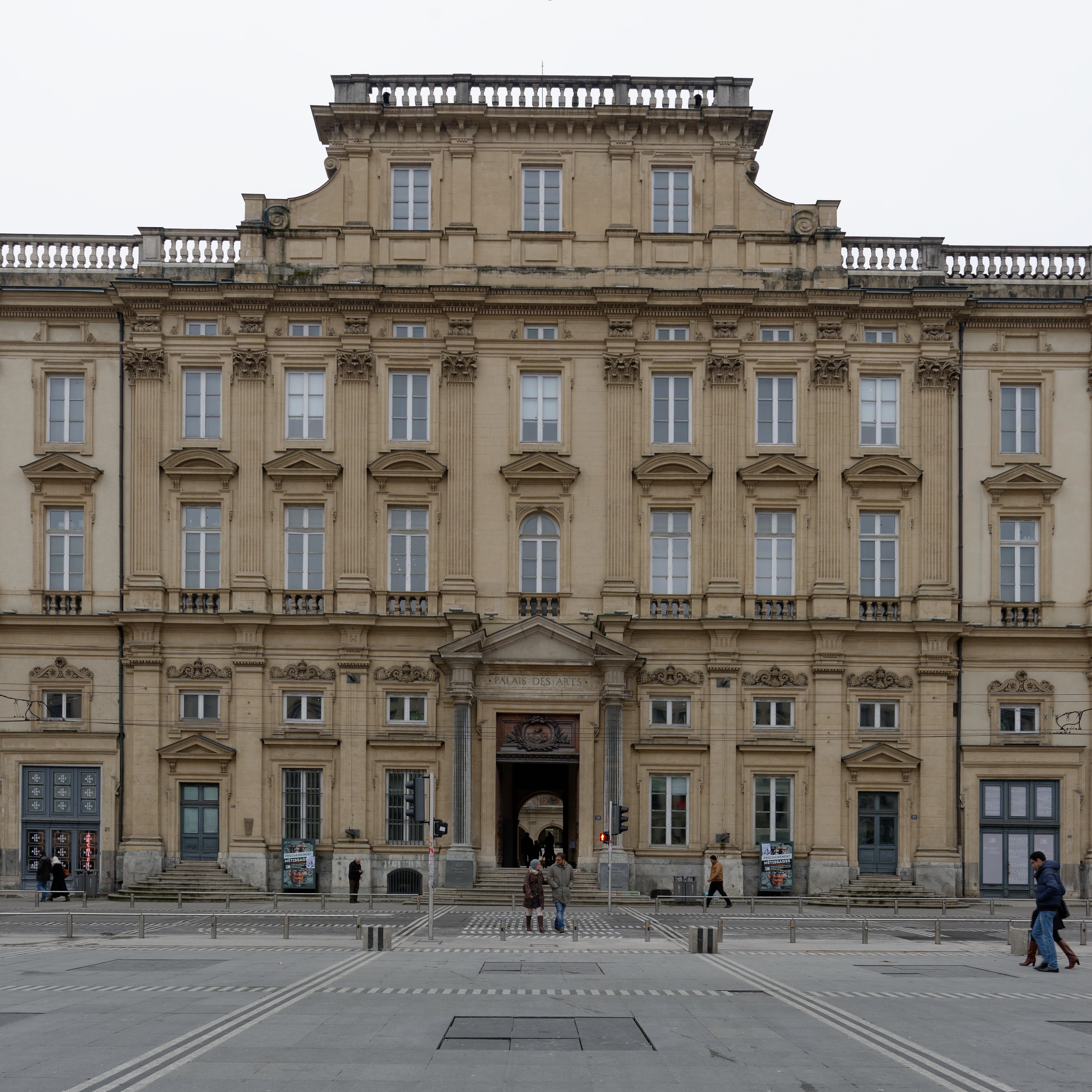
Façade du palais Saint-Pierre (Musée des beaux-arts de Lyon), côté Sud
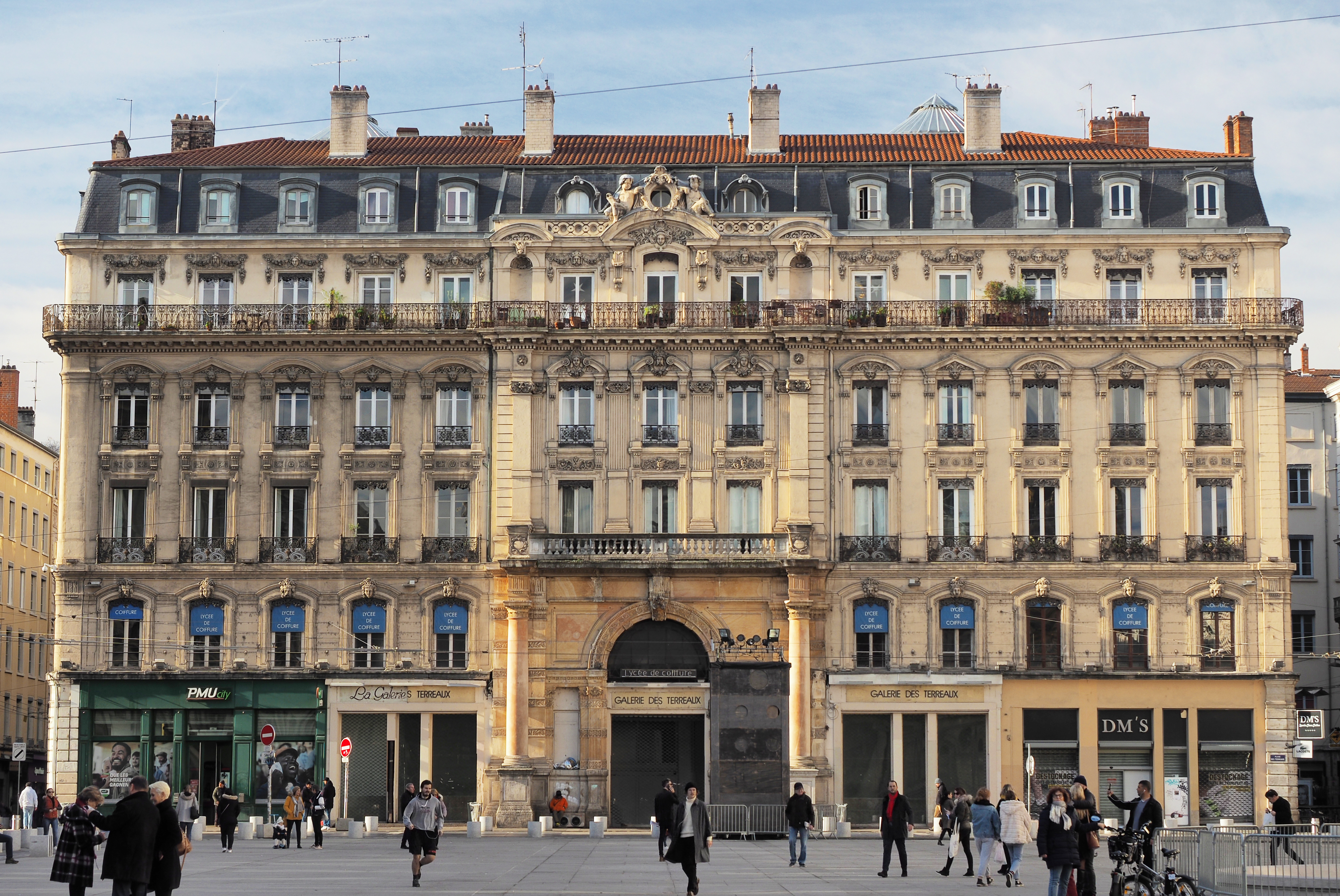
Façade immeuble "galerie des Terreaux" côté Ouest.